# صوفي سومنر
صوفي سومنر (بالإنجليزية: Sophie Sumner)‏ هي عارضة بريطانية، ولدت في 15 يناير 1990 في أكسفورد في المملكة المتحدة.

## وصلات خارجية
- الموقع الرسمي
- صوفي سومنر على موقع IMDb (الإنجليزية)
- صوفي سومنر على موقع دليل عارضات الأزياء (الإنجليزية)